# Viridasius
Viridasius és un gènere d'aranyes araneomorfes de la família dels viridàsids (Viridasiidae). Fou descrit per primera vegada per Eugène Simon el 1889. És una aranya endèmica de Madagascar.
Viridasius té una única espècie, Viridasius fasciatus, descrit inicialment per Lenz el 1886. Anteriorment formava part de la família dels ctènids (Ctenidae). Però l'any 2015, a partir d'un estudi de Polotow et al es va crear la nova família dels viridàsids (Viridasiidae).
Té les potes llargues, amb ratlles en blanc i negre que s'estenen des d'un cos blanc amb taques negres. Les femelles poden fer de 2 a 2,5 cm; els mascles són més petits.

## Sinònims
Segons el World Spider Catalog amb data de 23 de gener de 2019 hi ha les següents sinonímies:
- Phoneutria fasciata Lenz, 1886[3]
- Viridasius pulchripes Simon, 1889[1][6]
- Vulsor fasciatus Lehtinen, 1967[7]